# Geschichte der Stadt Burgas
Die Geschichte der Stadt Burgas umfasst die Entwicklungen auf dem heutigen Gebiet der bulgarischen Stadt Burgas von der ersten Besiedlung bis zur Gegenwart. Die heutige Stadt Burgas hat einen thrakisch-römischen Ursprung und kann auf eine über 3000-jährige Geschichte zurückblicken. Die antike Siedlung in der Gegend Sladkite Kladenzi auf der Nehrung Kumluka im heutigen Stadtteil Pobeda wird als Hafen der thrakischen Könige bezeichnet. Die heutige Stadt entwickelte sich aus mehreren in der Umgebung gelegenen Orten, die wichtigsten davon waren Deultum, Poros und Aquae Calidae. Bereits in thrakischer Zeit existierten auf ihrem Gebiet größere Siedlungen und befestigte Anlagen. Einige davon wurden mit dem Vormarsch der Römer in dieser Region von den letzteren übernommen und von Bulgaren und Byzantinern im Mittelalter fortgesetzt. Einige der Orte wurden nach Plünderungen aufgegeben, andere wieder aufgebaut.
Mit dem Fall Konstantinopels 1453 übernahmen die Osmanischen Türken dauerhaft die Region. In dieser Zeit entwickelte sich der kleinere Ort Pirgos, der eigentliche Vorgänger von Burgas zum Hauptort in der Gegend. Die gute wirtschaftliche Entwicklung sorgte für ein Bevölkerungswachstum, das zum Nachteil der früheren Siedlungen in der Region erfolgte und auch Einwohner von Städten im Balkangebirge und der Thrakien-Ebene anlockte. Mit der Befreiung Bulgariens stieg die militärische, wirtschaftliche und geopolitische Rolle von Burgas an, so dass die Stadt die regionale Konkurrenz (Sosopol, Pomorie, Ajtos und Sliwen) endgültig hinter sich ließ. Die Anbindung an das Schienennetz, die Eröffnung des modernen Hafens, die Industrialisierung sowie die Flüchtlingsströme (thrakische und makedonische Bulgaren) prägten Burgas bis Ende des Zweiten Weltkrieges. Die mit Übernahme der Kommunisten eingesetzte Verstaatlichung von Besitz und Grund überlebten viele Fabriken nicht. Ihr folgten eine staatlich verordnete und kontrollierte Planwirtschaft, die Ansiedlung von Großbetrieben und der Ausbau der Stadt nach sozialistischem Muster. Ende der 1980er und Anfang der 1990er erfolgte die ökologische Katastrophe. Mit dem Fall des Eisernen Vorhangs und die eingesetzte Demokratisierung wurde diesen Entwicklungen entgegengetreten.

Wappen der Stadt Burgas

## Name

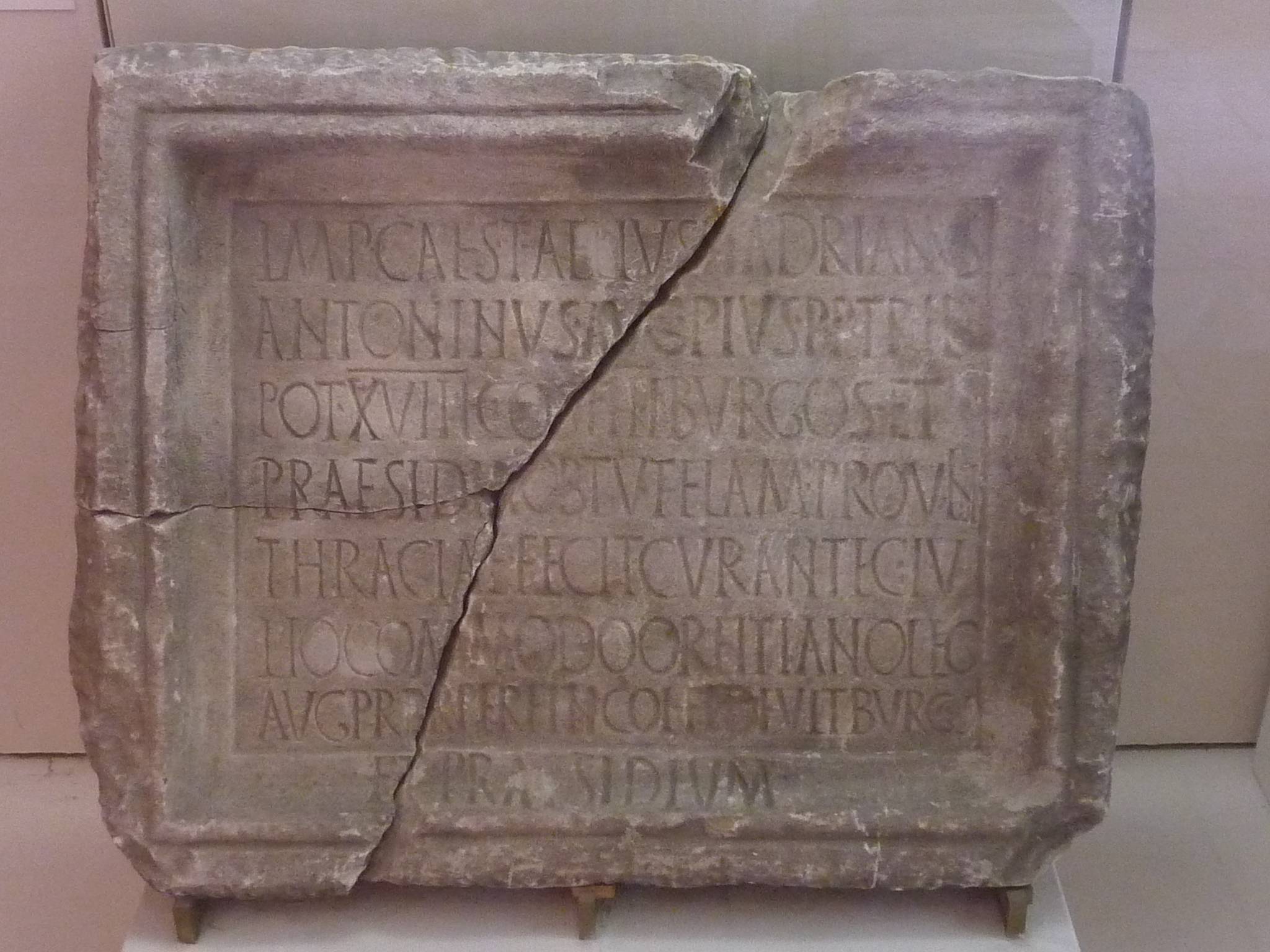
Die Inschrift aus Pantschewo

Es gibt mehrere Versionen über den Ursprung des Ortsnamens Burgas. Die meisten davon verweisen auf das lateinische Wort Burgos, oder das griechische Πύργος (Pyrgos) und welches derselben Sprachfamilie entstammen und die Bedeutung von Turm, Wachturm, Burg oder Burgberg haben (siehe Burgus). Andere Versionen leiten den Stadtnamen aus dem deutschen borg (Berg) ab. Kiril Wlachow fügte mit bulgarisch пюргос/pürgos (deutsch: Wallburg) einen möglichen thrakischen Ursprung hinzu. Schließlich ist die Rede von einem römischen Burgus, der laut einer Inschrift 154/155 n. Chr. aus Pantschewo während der Zeit Antoninus Pius (138–161), beziehungsweise unter dem Statthalter von Develtum Iulius Commodus Orfitismus errichtet wurde und in späteren Zeiten zum Synonym für die sich daraus entwickelte Stadt wurde. Der Standort dieser Burg ist heute unbekannt. Eine ähnliche Etymologie hat der Name der spanischen Stadt Burgos.

## Ur- und Frühgeschichte

### Erste Siedlungen in der Frühzeit
Im Hinterland von Burgas sind mehrere vorgeschichtliche und antike Siedlungen vom Chalkolithikum bis in die Spätbronzezeit bekannt. Anfang 2008 wurden bei Ausgrabungen in der zehn Kilometer vom Stadtkern entfernten Gegend Solna Niwa (deutsch: Salzacker) nahe dem Atanassow-See mehr als 250 Artefakte gefunden, von denen die ältesten auf etwa 6000 Jahre v. Chr. datiert werden. Die Funde, darunter rituelle Gegenstände eines Priesterkönigs, zeugen von entwickelter Landwirtschaft, Viehzucht und Salzgewinnung der damaligen Bewohner. Die Artefakte von Solna Niwa sind vermutlich die ältesten, die je an der Schwarzmeerküste gefunden wurden und älter als die aus dem Gräberfeld von Warna. Sie unterstreichen die frühgeschichtliche Bedeutung des Ortes.
Eine thrakische Siedlung in der Gegend Sladkite kladenci diente vom 6. bis ins 2. Jahrhundert v. Chr. wohl als Emporion (Markt) von Apollonia. Auf der Anhöhe Schiloto im Viertel Meden Rudnik befand sich eine thrakische Festung, welche die nahegelegenen Kupferbergwerke thrakischer Fürsten bei Warli brjag schützte. Später wurde dort ein griechisch-römischer Tempel des Gottes Apollon Musagetes (Apollo als Musenführer) errichtet. Tyrsis war eine weitere thrakische Siedlung, die sich südwestlich von Burgas befand und Anfang des 2. Jahrhunderts v. Chr. zerstört wurde. Archäologische Untersuchungen der späteren Mineralbäder Aquae Calidae belegen ebenfalls thrakische Vorsiedlungen. Unter der Herrschaft des Großkönigs Dareios I. gerieten die thrakischen Siedlungen unter persische Herrschaft. Nach der Abwehr der persischen Invasion und der Gründung des Odrysenreiches wurden die Siedlungen erneut thrakisch.
Burgas entstand aus mehreren Siedlungen an der Küste des Schwarzen Meeres und im Küstenland, vor allem aus Deultum, Aquae Calidae und dem späteren Pirgos. Deultum war zunächst eine am westlichen Ufer des Mandra-Sees an der Mündung des Flusses Sredezka gelegene thrakische Siedlung. Ihr Name Deultum (auch Develtum, Debeltum, Debeltus oder Develt) bedeutet im Thrakischen Zwischen zwei Seen (gelegen). Zwischen 383 und 359 v. Chr. wurde der Ort unter Kotys I. erneut Teil des Odrysenreiches. Die Bedeutung der Nachbarstädte Apollonia und Mesambria hemmte jedoch in der Antike den Aufschwung der kleineren Siedlung. Bis 340 v. Chr. eroberte der makedonische König Philipp II. die thrakischen Siedlungen.

### Entwicklung von der Römerzeit bis zum Mittelalter

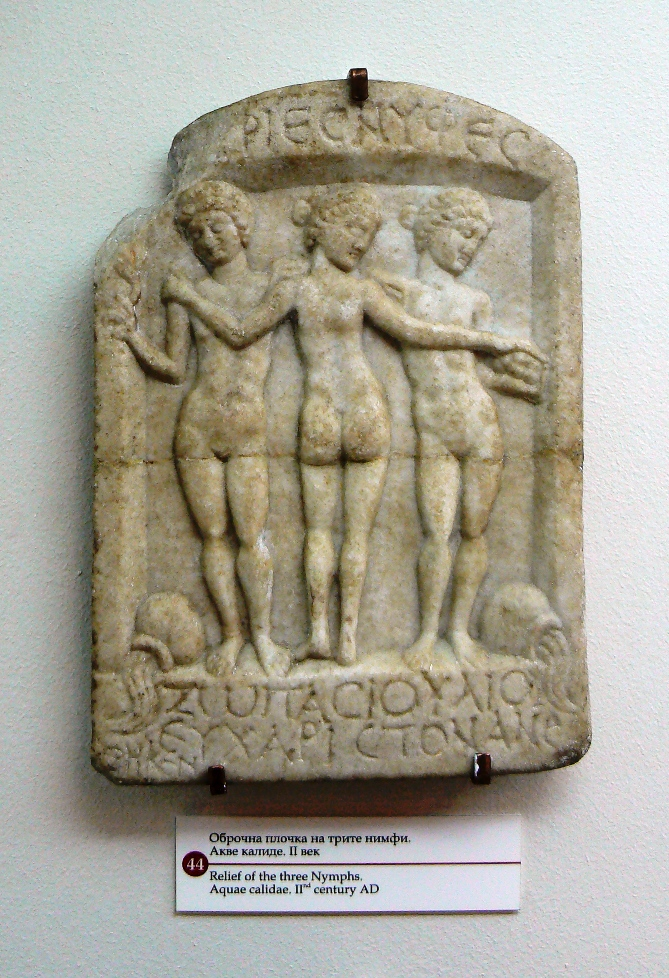
Die drei Nymphen von Aquae Calidae

72 v. Chr. sicherte der Feldherr Lucullus die Region dauerhaft für das Römische Reich. Kurz vor 77 n. Chr. entstand östlich des thrakischen Deultum eine vom römischen Kaiser Vespasian gegründete Kolonie für Veteranen der Legio VIII Augusta. Der Name Colonia Flavia Pacis Deultensium übertrug sich später auch auf die thrakische Stadt. In dieser Zeit wurde sie zur zweitwichtigsten Stadt der römischen Provinz Thracia und Zentrum der Ländereien zwischen der heutigen Bucht von Burgas und dem Strandschagebirge. Dort traf eine Abzweigung der römischen Heeresstraße Via Militaris auf die Via Pontica, welche die Küstenstädte entlang des Pontos Euxeinos (altgriechisch Πόντος Εὔξεινος für Schwarzes Meer) verband. Im Stadtzentrum von Burgas lassen sich römische Spuren mit Münzfunden aus dem 1. bis 4. Jahrhundert n. Chr. nachweisen. Südwestlich des heutigen Bahnhofs befinden sich die Reste einer römischen Statio. Südlich des Gemeindedorfs Marinka, am Fuße des Gipfels Rossen wurden die Reste einer Villa rustica lokalisiert die bis in das 5. Jahrhundert nach Chr. existiert hat.

Später entstand an den Südhängen des nahegelegenen Hemus-Gebirges (Balkangebirge) der Ort Aquae Calidae, ein Heilbad mit wasserreichen Mineralquellen, das nachweislich von byzantinischen Kaisern (unter anderem Maurikios) und Kaiserinnen regelmäßig besucht wurde. Das Gebiet der heutigen Stadt umfasst außerdem die früheren Siedlungen Pirgos, Kastiakion, Poros/Foros, Skafidia und Rossokastron. Unter dem Namen Pudizos ist Pirgos in der Tabula Peutingeriana verzeichnet.

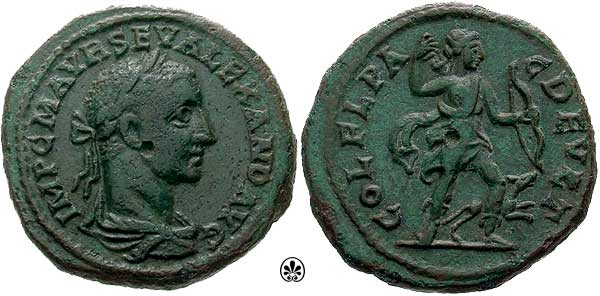
Münze von Kaiser Severus Alexander, geprägt in der römischen Siedlung Colonia Flavia Deultensium

Ende des 1. Jahrhunderts, während der Herrschaft des römischen Kaisers Antoninus Pius wurden das Kastell Poros und eine Wegestation (statio milliaria) mit einem Hafen auf der heutigen Halbinsel Faros im Bezirk Kraimorie erbaut. Sie sicherten an der Via Pontica eine kleinere Bucht, die heute durch eine Landzunge vom Schwarzen Meer getrennt ist und in der Spätantike und im Mittelalter einen sicheren Vorhafen zu Develtum und Skafidia bildete. Neben dem Kastell wurde später ein kleines Kloster errichtet. Einige Historiker vermuten, dass es sich um das von der byzantinischen Kaiserfamilie im 13. Jahrhundert gestiftete wieder errichtete Kloster des Heiligen Georg handelte. Es ist nicht bekannt, ob Develtum wie Aquae Calidae und die gesamte Region um 270 von den Goten zerstört oder erobert wurde. 376 schlugen die Goten bei Develtum eine römische Eliteeinheit.
Nach der Reichsteilung von 395 des Imperium Romanum gehörte die Region dem Oströmischen Reich (später Byzanz) an. Unter der Herrschaft des byzantinischen Kaisers Justinian I. (527–565) wurde Aquae Calidae durch eine Stadtmauer gesichert. Es ist nicht bekannt, ob Develtum wie Aquae Calidae, Anchialos und die Region nördlich davon um 584/585 von den Awaren unter Baian eingenommen wurde. In einer der Kirchen in Aquae Calidae fanden die Awaren die kaiserlichen Gewänder von Anastasia, die Frau des oströmischen Kaisers Tiberios I. Syrischen Quellen zufolge zog Baian diese an und beanspruchte angeblich die Herrschaft über das Reich für sich.
708 schlug der bulgarische Herrscher unmittelbar nördlich vom heutigen Burgas in der Schlacht von Anchialos den byzantinischen Kaiser Justinian II. und damit wurde die Region Sagore mit Aquae Calidae und Develtum zum ersten Mal in das Bulgarische Reich eingegliedert. Unter dem bulgarischen Herrscher Krum kam die Sagore dauerhaft zum bulgarischen Reich. In diesem Zusammenhang ließ der bulgarische Herrscher den bulgarisch-byzantinischen Grenzwall Erkesija errichten. Der Überlieferung nach soll 863 der bulgarische Khan Boris I. in oder in der Nähe von Develtum im Beisein des byzantinischen Kaisers Michael III. getauft worden sein. Dabei nahm er als Würdigung des oströmischen Herrschers den Taufnamen Michael an und widmete anschließend seine Regentschaft dem Ziel der Christianisierung seines Reiches. Um 970 geriet die Region erneut unter byzantinische Herrschaft. 1093 stationierte Alexios I. Komnenos Truppen zur Sicherung der östlichen Pässe des Balkangebirges in Aquae Calidae. Mittelalterliche Festungsreste wurden ebenfalls auf dem Berg Rossen (264 m) 4 km nordöstlich von heutigen Gemeindedorf Marinka lokalisiert.
1206 wurde der Badeort Aquae Calidae, der mittlerweile unter dem Namen Thermopolis bekannt war, vom lateinischen Kaiser Heinrich zerstört (siehe Vierter Kreuzzug), später jedoch von Bulgaren und Byzantinern wieder aufgebaut. 1270 wurde Poros in einem Dokument des Patriarchats von Konstantinopel erwähnt. 1304 fand bei Poros die Schlacht von Skafida statt, bei der der bulgarische Zar Todor Swetoslaw die Byzantiner schlug und die südliche Schwarzmeerküste eroberte. 1332 gelang es den Bulgaren unter Zar Iwan Alexander die Byzantiner unter Kaiser Andronikos III. erneut in der Nähe von Burgas, in der in Schlacht von Rusokastro, zu schlagen. Anfang des 13. Jahrhunderts wurde die Region von der Katalanischen Kompanie geplündert. Im 13. Jahrhundert erwähnte der byzantinische Dichter Manuel Philes in seinen Werken Burgas als Pirgos.

## Osmanische Herrschaft
Develtum und Pirgos wurden etwa 1367/1368 von den Osmanen unter Sultan Murad I. erobert und später an Byzanz verkauft. Sie gerieten um 1453 gemeinsam mit den anderen nahe gelegenen Küstenstädten als eine der letzten Städte im heutigen Bulgarien für Jahrhunderte unter osmanische Herrschaft. Dabei wurde Deultum zerstört; die Stadt konnte sich in den folgenden Jahrhunderten nicht erholen und spielte in der osmanischen Geschichte keine Rolle mehr. Thermopolis und Pirgos blieben erhalten und wurden als Bäder für die osmanischen Sultane ausgebaut. In Poros errichtete der osmanische Sultan Bayezid II. für seinen Hof ein Çiftlik (etwa Bauernhof). Die ehemalige Festung Pirgos existierte lange nur als Fischersiedlung und Teil des Çiftliks von Iskender Pasa; sie wurde in mehreren osmanischen Steuerregistern als Teil der Aidos Kaza (etwa Verwaltungskreis) erwähnt. Obwohl nach der Zerstörung der antiken Wasserleitungen Pirgos in den folgenden Jahrhunderten an Wassermangel litt, diente der Ort als Marinestützpunkt der osmanischen Flotte für Balkan-Kampagnen. Süßwasser wurde auf Pferdekarren in die Stadt eingeführt und in großen Gefäßen in Hafennähe gelagert.
Bei Poros, das Teil der Anchialos Kaza wurde, wurde für die Schifffahrt ein Leuchtturm erbaut. In der Mitte des 16. Jahrhunderts erwähnte der osmanische Reisende Hadschi Kalfa den Ort als ersten großen Hafen nach dem Bosporus unter dem Namen Burgas. Nach der Schlacht von Lepanto von 1571 entwickelte sich der Ort als Schiffsbauzentrum.

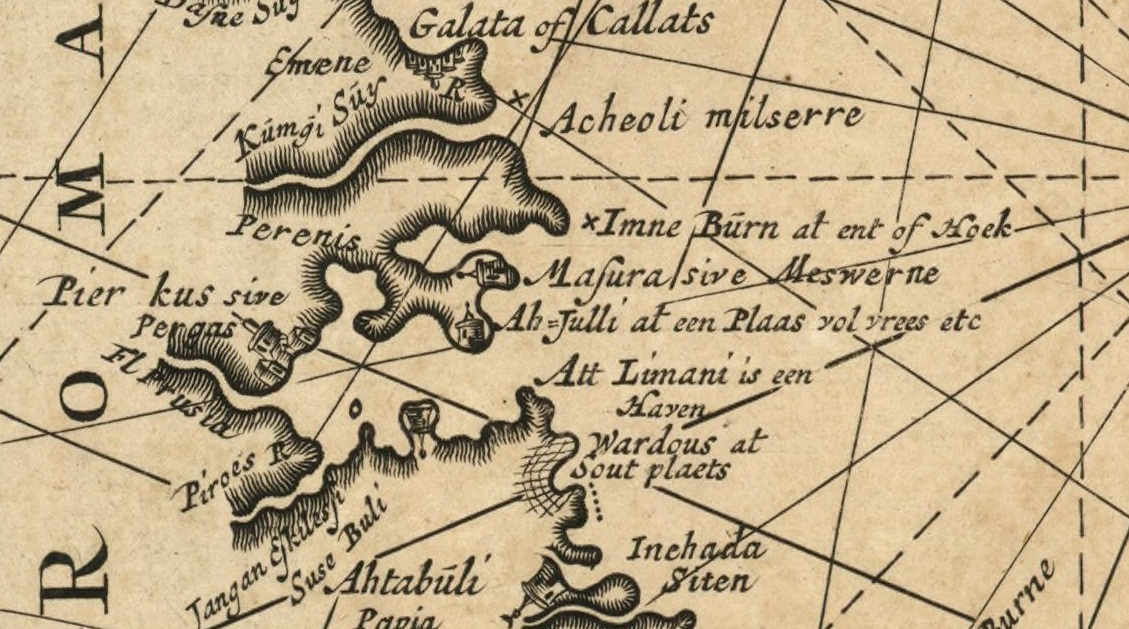
Die Bucht von Burgas auf der Seekarte von Nicolaas Witsen

Wahrscheinlich nach den Zerstörungen in und um Sosopol zwischen 1620 und 1629 stieg die Bedeutung von Burgas (siehe Sosopol während der Osmanischen Herrschaft). Ab dem 17. Jahrhundert stieg der Export vom Getreide kontinuierlich über den Hafen Burgas an und die Stadt überholte Sosopol als wichtiger Getreidehafen in der Region. Ein weiterer Reisender, Evliya Çelebi, berichtete 1656 von zwei Häfen im Ort, einem bei Poros für die großen Schiffe und einem weiteren in Pirgos im Areal des heutigen Hafens für die kleineren. Wie der osmanische Chronist Hacı Ali in seinem Feldzug-Tagebuch Fethname-i Kamaniçe berichtete, zog der osmanische Sultan Mehmed IV. 1672/73 im Osmanisch-Polnischen Krieg (1672–1676) über Thermopolis. Als während der Kampagne von 1673 Armenier aus der Kampfregion zwangsumgesiedelt wurden, ließen sich einige in Burgas nieder. 1675 besuchte sie der armenische Erzbischof Mardiros Krimeci in Pirgos. 1697 wurde Burgas auf einer von Nicolaas Witsen gefertigte Karte des Schwarzen Meeres als Pierkus sive Pergas erwähnt.
Im 17. Jahrhundert siedelten sich griechische Fischer aus dem nahegelegenen Anchialos bei Pirgos an. Der Ort breitete sich auf das heutige Stadtgebiet aus und wuchs zu einem kleinen Fischerdorf an. Er trug die Namen Ahelo-Burgas, Pirgos oder Borgos. In dieser Zeit entstand auch das Dorf Atanasköi (später Atanassowo, heute das Stadtviertel Isgrew). Die Bevölkerung verdiente ihren Unterhalt vorwiegend durch Fischerei und Getreideanbau.
André-Joseph Lafitte-Clavé, der die Region 1784 besuchte, bezeichnete Burgas als strategisch wichtig und als größte Stadt in jener Bucht, die er als Erster unter dem Namen Bucht von Burgas erwähnte, mit der Bemerkung, dass diese zuvor als Bucht von Poros bekannt war. Den See westlich der Stadt nannte Lafitte-Clavé Burgas-See und seinen Abfluss Burgas. Mehrere westliche Diplomaten, darunter Wenzel Edler von Brognard (1786) und Claude-Charles de Peyssonnel (1787) berichteten in dieser Zeit, dass Burgas ein Kasaba (Kleinstadt) mit 1100–1200 Wohnhäusern und ein wichtiges Handelszentrum und Umschlagplatz für landwirtschaftliche Waren aus dem östlichen Thrakien sei. Burgas sei das Zentrum der Küste von Achtopol bis Gyozeken und besitze sein eigenes Getreidemaß, das Burgas-Kile.

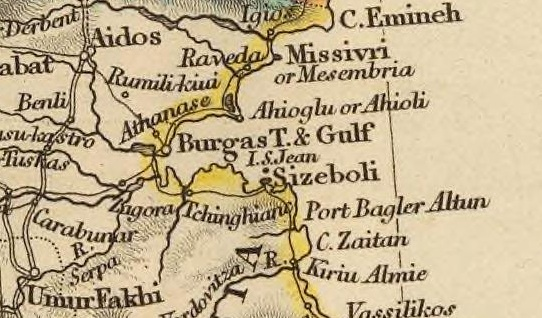
Die Bucht von Burgas auf einer Karte von 1832

Im Russisch-Osmanischen Krieg (1828–1829) wurde die befestigte Stadt am 12. Juli 1829 von russischen Truppen mit Unterstützung der örtlichen Bevölkerung eingenommen. Bereits im Vorfeld flohen die türkisch-muslimischen Einwohner. Die Stadt war in der folgenden kurzen Zeit Stützpunkt der russischen Flotte. Damals zählte die russische Administration nur noch 475 Wohnhäuser, zwei Moscheen (Cilesis zâde Mustafa Cami und Gazi Paşa Camii) und eine Kirche (Heilige Mariä Himmelfahrt). 212 Wohnhäuser gehörten türkischen Bewohnern und waren verlassen. Die Kirche wurde von Griechen, Bulgaren und Armeniern gleichermaßen genutzt. In dieser Zeit wurden die Kulturschätze der Region von den Russen geplündert. Als nach dem Frieden von Adrianopel (1829) bekannt wurde, dass die Region weiter im osmanisch-türkischen Reich verbleiben sollte, zog fast die gesamte christliche Bewohner der Region mit der russischen Armee vor den anrückenden Türken fort. Sie ließen sich vornehmlich in Bessarabien nieder. Ein kleiner Teil kehrte in den nächsten Jahren nach Burgas zurück. 1836 besuchte der deutsche General Helmut von Moltke die Stadt und hinterließ den ältesten bekannten Stadtplan.
In den 1850er Jahren wurden Krim- und Kaukasus-Tataren in Burgas angesiedelt. Sie errichteten die Moschee Azizie (benannt nach dem osmanischen Sultan Abdülaziz) mit einer angeschlossenen Schule. 1853 legten österreichische Kaufleute den Grundstein der katholischen Kirche, die 1859 fertiggestellt wurde. In dieser Zeit wohnte und arbeitete der polnische Dichter Adam Mickiewicz in der Stadt. In den 1860er Jahren wurde Burgas erneut wichtiges Handelszentrum und Umschlagplatz für landwirtschaftliche Waren aus dem östlichen Rumelien und verdrängte endgültig Anchialos. Über den Hafen von Burgas exportierten ebenfalls die Handwerkszünfte der Balkanstädtchen Kotel, Elena, Kalofer, Sliwen und andere. Mit den administrativen Reformen des Tanzimats von 1864 erfolgte eine Neugliederung des Osmanischen Reiches. Dadurch wurde Burgas Zentrum einer Kaza im Sandschak Sliwen. Im selben Jahr siedelte die osmanische Regierung Tscherkessen in den nahegelegenen Dörfern Mugres (heute Gorno Eserowo), Yakezli (heute Debelt) und Aivadcik (heute Djulewo) an. 1863 hatte die Stadt ca. 3000 Einwohner, die Hälfte waren moslemische Bürger (Türken, Tataren und Tscherkessen). Nach einer französischen Untersuchung der osmanischen Schwarzmeerhäfen war Burgas 1865 nach Trapezunt der Hafen mit dem zweithöchsten Warenumschlag.
Angelockt vom Handel siedelten sich in der folgenden Zeit viele Bulgaren aus den Balkanstädtchen vornehmlich aus Kotel, Elena, Sliwen und Stara Sagora und den Strandschadörfern in Burgas an. Geprägt von den Ideen der bulgarischen Wiedergeburt leiteten die Bulgaren den Kampf gegen die dominierende griechische Sprache in der Schule und Kirche ein. So wurde 1865 im nahen Atanssowo (heute der Stadtteil Isgrew) die erste bulgarische Schule. Sie war eine einfache Grundschule privater Trägerschaft und nach dem Klosterschul-System aufgebaut. Es wurde Lesen, Schreiben, etwas Rechnen und Kirchengesänge gelehrt. Nebenbei wurden die Kinder zur Heimatliebe und zur christlichen Nächstenliebe erzogen. Als Lehrbücher wurden kirchliche Bücher verwendet – Stundenbücher, Evangelien, Buch der Psalmen und andere.
Ende 1867 ließ sich der aus Sosopol vertriebene bulgarische Priester Georgi Dschelepow in Burgas nieder. Anfang Mai 1868 konnte er die bulgarische Öffentlichkeit von einer moderneren Schule (siehe hierzu Neofit Rilski und das bulgarische Schulsystem) und einer eigenen, bulgarische Kirche überzeugen. Nach einer Spendenaktion, die Bemühung der Burgasser Kaufleute sowie der bulgarischen Gemeinde in Konstantinopel wurde ein Ferman für die Errichtung einer bulgarischen Kirche in Burgas erreicht. So konnten im folgenden Jahr die neuzeitliche Heilige Brüder-Kiril-und-Methodius-Schule und die erste, gleichnamige, bulgarisch-orthodoxe Kirche dort gegen den starken Widerstand der griechischen Bischöfe von Sosopol und Anchialos sowie der griechische Bevölkerung von Burgas eingeweiht.
1873 ergab eine osmanische Volkszählung für Burgas 682 Wohnhäuser und 1753 männliche Einwohner. In jener Zeit war die Stadt dreigeteilt in ein türkisches Viertel, das sich heute zwischen dem Hafeneingang und dem Hotel Primorez befindet, ein griechisches westlich vom türkischen um die Kirche Heilige Mutter Jesu und ein bulgarisches um die heutige Kathedrale Heilige Brüder Kiril und Methodius. Südwestlich vom bulgarischen Viertel schlossen sich die Häuser und die Moschee der Tataren an. Obwohl die bulgarische Bevölkerung in Burgas nicht an Kampfhandlungen für die politische Unabhängigkeit wie am Aprilaufstand 1876 teilnahm, liefen durch die Hafenstadt wichtige Kommunikationskanäle und Waffenlieferungen der Inneren Revolutionären Organisation. Die Revolutionsführer Wasil Lewski und Panajot Chitow besuchten mehrmals die Stadt.

## Von der bulgarischen Unabhängigkeit bis zum Ende des Zweiten Weltkriegs

### Hafen Ostrumeliens und Vereinigung Bulgariens
Im Russisch-Türkischen Befreiungskrieg von 1877/78 wurde der sichere Hafen von Burgas von der türkischen und tatarischen Bevölkerung Ostbulgariens sowie von Deserteuren und irregulären osmanischen Truppen (Başı Bozuk) als Abzugsort genutzt. Die Stadt blieb aber im Gegensatz zu Karbonat und Balgarowo von marodierenden Banden verschont. Ende 1877 entsandte die osmanische Armee mit dem Dampfer Selime eine 300 Mann starke Truppe der regulären Streitkräfte, um die Bevölkerung und den Hafen vor marodierenden Banden zu schützen. Am 28. Januar 1878 zogen die Streitkräfte mit der gesamten türkischen und tscherkessischen Bevölkerung aus der Stadt in Richtung Konstantinopel ab. Am 6. Februar 1878 endete formal die osmanisch-türkische Herrschaft über die Stadt. An diesem Tag wurde Burgas nach dem Waffenstillstand von Edirne von russischen Einheiten unter der Führung von General Lermontow eingenommen. Bereits am nächsten Tag gründete sich eine bulgarische Gemeinde, die Niko Popow als ersten bulgarischen Bürgermeister wählte. Zu diesem Zeitpunkt zählte Burgas rund 3000 Einwohner. Die russische Armee wurde im ehemaligen türkischen Viertel einquartiert, richtete ein Lazarett ein und blieb bis Mitte 1879 in der Stadt.
Nach dem Berliner Kongress von 1878 wurde Burgas jedoch erneut Teil des Osmanischen Reiches und in die neu konstituierte autonome Provinz Ostrumelien eingegliedert. In der Folge siedelten sich die ersten Flüchtlinge aus Ostthrakien an und ein kleiner Teil der türkischen Bevölkerung kehrte nach Burgas zurück, erreichte jedoch nie mehr ihre Vorkriegsstärke. Gleichzeitig bildete sich gegen die Entscheidungen des Berliner Kongresses in Burgas wie im ganzen Land ein Einheitskomitee. Dieses setzte sich als Ziel, die Rückkehr der osmanischen Administration nach Ostrumelien mit allen Mitteln zu verhindern und langfristig alle bulgarischen Gebiete zu vereinen. Das Komitee von Burgas tarnte sich als Sportklub und trug den Namen Morski Orel. Der Sportklub war später lokales Komitee des Bulgarischen geheimen revolutionären Zentralkomitees, das die Einheitskomitees in Ostrumelien vereinte.
Burgas war damals eine kleine Hafenstadt ohne fließendes Wasser und ohne Kanalisation. Das Wasser wurde weiter per Lastkarren oder von Wasserträgern von mehreren Süßwasserquellen der Umgebung in die Stadt gebracht. Die Stadt gliederte sich in ein griechisches, ein bulgarisches und ein tatarisches Viertel sowie in einen Stadtteil der Roma. Mit dem Wegzug der türkischen Bevölkerung wurden ihre Moscheen in der Stadt zerstört. Entscheidungen des Stadtrates wurden in Bulgarisch, Griechisch und Osmanisch bekannt gegeben. Trotz des Wassermangels war die Stadt ein wichtiges Handelszentrum, der einzige Großhafen Ostrumeliens und administratives Zentrum eines der sechs Departements. Die wirtschaftliche Entwicklung lockte Flüchtlinge aus den noch unter osmanischer Direktherrschaft stehenden bulgarischen Gebieten Thrakiens und Makedoniens nach Burgas. 1880 wurde das Tschitalischte Probuda eröffnet. Die erste Wochenzeitung in Burgas erschien am 20. Juli 1885 unter dem Namen Burgaski westnik.
Die Stadt blieb bis September 1885 osmanisch, als die osmanische Provinz Ostrumelien sich nach einem Militärputsch mit dem Fürstentum Bulgarien zusammenschloss. Die Vereinigung Bulgariens wurde jedoch von Österreich-Ungarn und Russland missbilligt, Großbritannien hingegen stellte sich hinter das Fürstentum. Am folgenden Serbisch-Bulgarischen Krieg nahmen auch Bürger aus Burgas unter der Führung des Einheitskomitees teil. Obwohl der Frieden von Bukarest von 1886 den Status quo wiederherstellte, gab sich Russland nicht zufrieden und Zar Alexander III. weigerte sich, dem bulgarischen Fürsten Alexander von Battenberg als Herrscher des vergrößerten Bulgarien anzuerkennen. Die osmanische Regierung verlangte ihrerseits als Voraussetzung für die Normalisierung der nach der Vereinigung gestörten Beziehungen die Unterstellung des Hafens unter osmanischen Verwaltungshoheit, was vom bulgarischen Fürsten abgelehnt wurde.

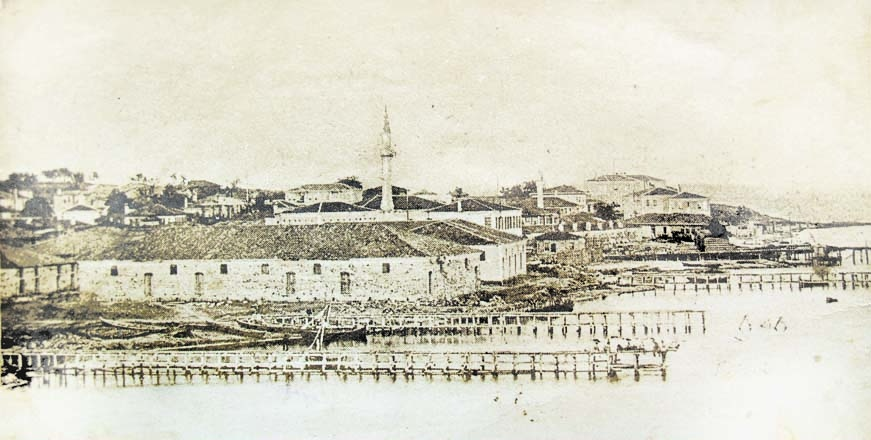
Der Hafen von Burgas, 1893

Anfang Mai 1886 misslang einer Verschwörung der prorussischen Kräfte in Burgas unter der Führung des russischen Obersten Nikolaj Nabokow gegen Alexander von Battenberg. Obwohl im August der bulgarische Fürst Alexander I. in einem von Russland initiierten Offiziersputsch gestürzt wurde, konnte sich die bulgarische Regierung von Stefan Stambolow gegen Russland durchsetzen. Auch eine weitere, von Russland im Oktober in Burgas initiierte Militärrevolte, wurde mit Hilfe der Ajtos-Kompanie unter der Führung von Major Kosta Paniza von der Zentralregierung niedergeschlagen. In der Zwischenzeit war am 20. September 1886 die erste Ausgabe der humoristischen Wochenzeitung Tschepljo erschienen und es begann die Abwanderung der vermögenden türkischen Familien nach Konstantinopel.

### Wirtschaftlicher Aufschwung, Flüchtlinge und Ilinden-Preobraschenie-Aufstand
Ab dem späten 19. Jahrhundert entwickelte sich Burgas zu einem bedeutenden Wirtschaftszentrum. Der erste Bebauungsplan der Stadt wurde 1891 verabschiedet. Das orientalische Stadtbild änderte sich nach westlichem Vorbild, vor allem durch die neu errichteten öffentlichen Gebäude: 1888 wurde die Stadtbibliothek gegründet, 1891 der Meeresgarten angelegt und 1897 die Kathedrale Heilige Brüder Kiril und Methodius errichtet. 1895 eröffnete Georgi Iwanow die erste Druckerei in Burgas, gefolgt von der Druckerei von Ch. Weltschew 1897, die 1900 ihren Namen in Druckerei Brüder Weltschewi änderte. Auf diese Zeit ist auch die Bildung einer der größten armenischen Gemeinden in Bulgarien im ehemaligen Türkenviertel zurückzuführen. Die Eröffnung der Eisenbahnlinie nach Plowdiw am 27. Mai 1890 und des Hochseehafens 1903 waren wichtige Etappen dieses Aufschwungs und führten zur schnellen Industrialisierung der Stadt. In der Zeit danach wurden 151 Fabriken gegründet. Darunter waren die von Awram Tschaliowski gegründete Zuckerraffinerie, die Großen Bulgarischen Mühlen von Iwan Chadschipetrow sowie die Öl- und Seifenfabrik Kambana. 1900 wurden die Mineralquellen in das Stadtgebiet einbezogen. 1907 entstand die erste vom Balkangebirge in die Stadt führende Süßwasserleitung, die bereits von 1910 bis 1912 erweitert wurde.

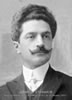
Dimitar Stefanow

Bulgarische Flüchtlinge aus Makedonien siedelten sich seit den 1880er Jahren in der Stadt an. Die meisten von ihnen kamen jedoch erst zwischen 1923 und 1925 überwiegend aus der Gegend um die heutige nordgriechische Stadt Giannitsa, die sie im Rahmen eines Bevölkerungsaustausches zwischen Griechenland und Bulgarien nach dem Vertrag von Neuilly-sur-Seine verlassen mussten. Am 29. Januar 1895 gründeten makedonische und thrakische Bulgaren auf Initiative von Christo Stanischew die Flüchtlingsorganisation Pirin Planina. Später kamen weitere Organisationen, wie der makedonische Wohltätigkeitsverein Dimitar Michajlow, der Kultur-, Bildungs- und Wohltätigkeitsverein der makedonischen Frauen Mentscha Karnitschewa und die makedonische Jugendorganisation Pelister hinzu. Die thrakischen Bulgaren gründeten daraufhin am 15. Dezember 1896 den Edirne Vertriebenenvereinigung - Strandscha. Während des ersten Kongresses der thrakischen Flüchtlingsorganisationen zwischen dem 19. und 21. Februar 1897 in der Minkow-Gaststätte schlossen sie sich zum Bund der thrakischen Vereine zusammen und beschlossen die Gründung von revolutionären Komitees. Diese sollten den bewaffneten Kampf in den bulgarischen Gebieten des Osmanischen Reichs wieder aufnehmen.
Mit der Gründung des Bulgarischen Exarchats durch den Sultansferman von 1870 erhielt die bulgarische orthodoxe Kirche ihre Unabhängigkeit zurück. Mehrere Orte an der westlichen Schwarzmeerküste, darunter Burgas, blieben jedoch weiter unter der kirchlichen Obrigkeit des griechisch geprägten Ökumenischen Patriarchats von Konstantinopel. Erst 1900 übergab das Ökumenische Patriarchat nach langen Protesten die letzten Kirchen und Klöster der bulgarischen Kirche. Dies geschah nicht überall friedlich; so wollte der griechische Hegumen des Klosters auf der vorgelagerten Insel Sweta Anastasia vorher noch den Kirchenschatz verkaufen. Dieser Versuch führte zu Unruhen in der Stadt und nur durch das Eingreifen der bulgarischen Regierung konnten Pogrome gegen die griechische Bevölkerung seitens makedonischer Bulgaren verhindert werden. Die Griechen stellten zu diesem Zeitpunkt 31 Prozent der Stadtbevölkerung dar.

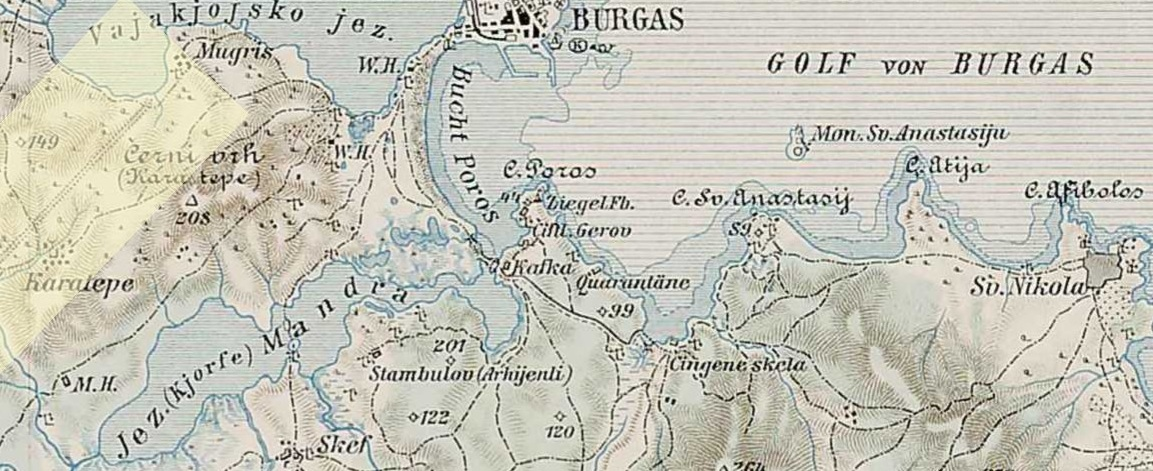
Karte von Burgas und seinem südlichen Umland (1903)

Die Konzentration von Flüchtlingen und die Nähe der osmanischen Grenze führte dazu, dass im Vorfeld des Ilinden-Preobraschenie-Aufstands (1903) in Ostthrakien Burgas eine wichtige logistische Basis der BMARK wurde. In Stadtnähe, bei dem heutigen Dorf Rossenowo, wurden Ausbildungscamps, Waffen- und Proviantlager angelegt. Der führende Ideologe der BMARK, Goze Deltschew, besuchte 1900 mehrmals Burgas und stellte die Struktur der Organisation in der Region wieder her. Er richtete eine illegale Bombenfabrik ein, in der die Sprengstoffe für die Attentate von Thessaloniki (1903) hergestellt wurden. Von Burgas setzten viele Kämpfer (Komitadschi) des Aufstands mit ihren Tschetas (Kompanien) in das Osmanische Reich über (siehe Petrowa Niwa). Am 2. September brannte das ungarische Schiff Vaskapu beim Einlaufen in die Bucht von Burgas nach einem misslungenen Bombenattentat der BMARK aus. Nach der blutigen Niederschlagung des Ilinden-Preobraschenie-Aufstandes wurde Burgas zum Hauptflüchtlingsort; in der näheren Umgebung wurden Flüchtlingscamps eingerichtet.
1906 führte das Vorgehen der griechischen Andarten in Makedonien zu Unruhen und Pogromen gegen die griechische Bevölkerung in der mit Flüchtlingen überfüllten Stadt und der Umgebung. In der folgenden Zeit wurden griechische Kirche und Schule in Burgas enteignet. In der Stadt gab es jedoch weiterhin eine armenische, eine türkische und eine französische Privatschule. Die griechische Bevölkerung wanderte in den folgenden Jahren vornehmlich nach Konstantinopel aus. Im selben Jahr zog die 1905 gegründete Handelsschule, das heutige Handelsgymnasium, in die Räumlichkeiten der ehemaligen griechischen Schule.

#### Balkankriege, Erster Weltkrieg, Zwischenkriegszeit

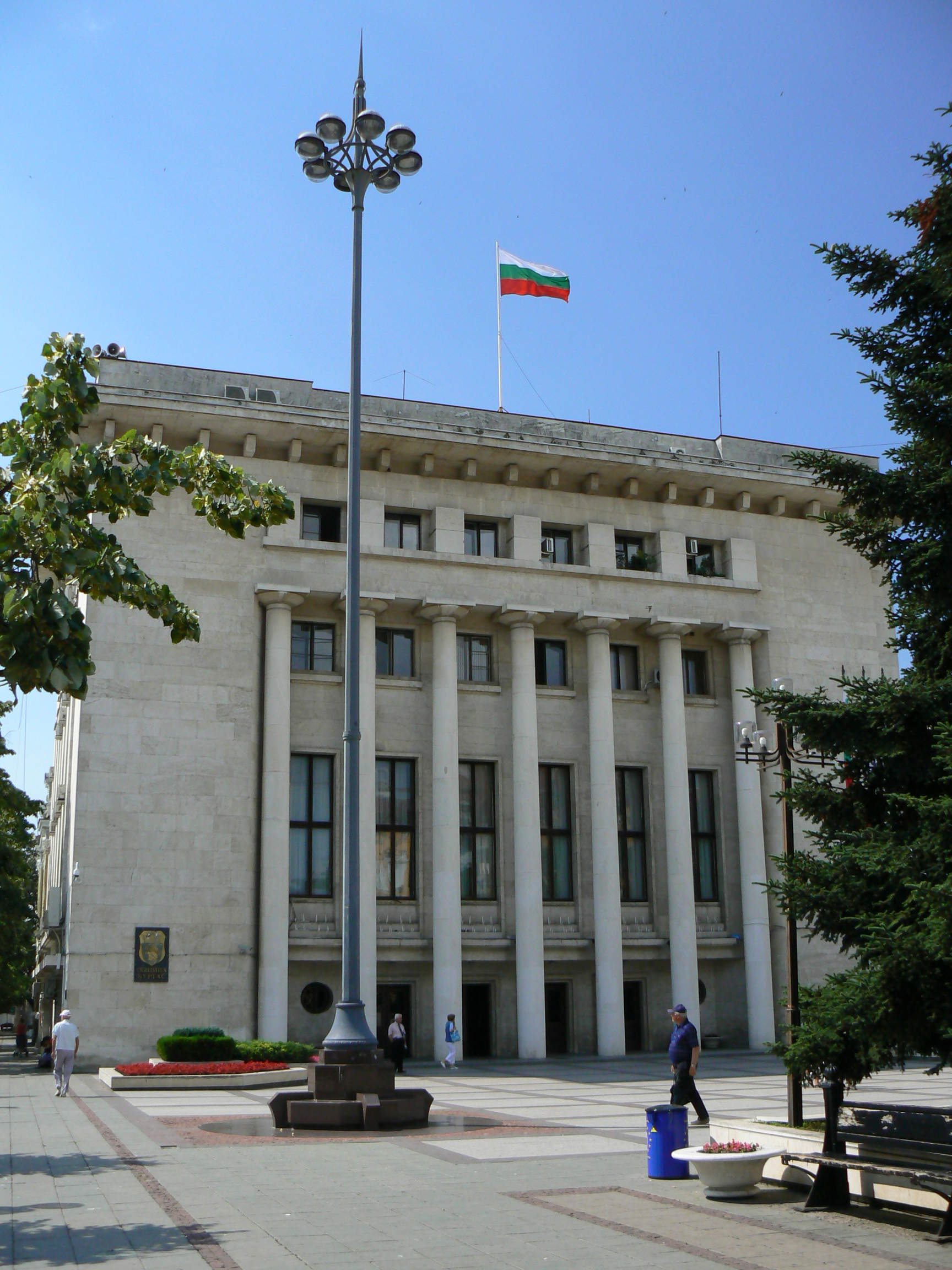
Rathaus, erbaut 1927

Schlechte Arbeitsbedingungen führten im September 1911 zum so genannten Großen Hafenarbeiterstreik. Fast ein Jahr später, am 18. Oktober 1912 wurde Burgas im Ersten Balkankrieg von der osmanischen Flotte beschossen, als diese eine Seeblockade in der Bucht vor Burgas errichtete. Die Seeblockade wurde am 8. November des gleichen Jahres aufgehoben. Mit dem Ausbruch des Krieges formierte sich in Burgas aus ostthrakischen Flüchtlingen die 1. Kompanie des Zwölften Losengrad Bataillons des Makedonien-Adrianopel-Freiwilligen-Korps, die im Zweiten Balkankrieg vom Schweizer Louis-Emil Eyer geführt wurde. Im selben Jahr wurde die letzte türkische Moschee in der Stadt, die Cilesis zâde Mustafa Cami mit den osmanischen Friedhof abgerissen. Heute befindet sich auf dieses freigewordene Areal der Bahnhofsvorplatz (Platz Zariza Joana) zwischen dem Bahnhof und das Zollamtsgebäude.
Nach der Niederlage Bulgariens im Zweiten Balkankrieg war die Stadt mit Flüchtlingen überfüllt und am Ende des Ersten Weltkrieges erhöhte sich ihre Zahl erneut. 1918 gründete der Zisterzienserorden, der sich in Burgas um die Flüchtlinge kümmerte, ein Mädcheninternat. 1920 wurde die Stadt wieder zum wichtigsten Getreideexporthafen Bulgariens und hatte bereits mehr als 21.000 Einwohner. 1921 wurde die Deutsche Schule eröffnet, ein Jahr später bekam die Schweizer AG für Handel und Industriewerte in Glarus eine 25-jährige Konzession für die industrielle Nutzung des Atanasow-Sees mit Meerwassersalinen zur Salzgewinnung. Nach dem Ilinden-Preobraschenie-Aufstand, den Verträgen von Sèvres, Neuilly-sur-Seine und Lausanne sowie den Balkankriegen und dem Weltkrieg wurde die rasante Entwicklung der Stadt zusätzlich durch größere Flüchtlingswellen von vertriebenen ethnischen Bulgaren aus Makedonien und Thrakien im heutigen Norden Griechenlands und der Türkei vorangetrieben. Aufgrund der gleichen Verträge verließen 1929 die letzten Griechen die Stadt. Nach Angaben thrakischer Vertriebenenverbände wurden in dieser Zeit im Bezirk Burgas mehr als 60.000 thrakische Bulgaren, vorwiegend aus Ostthrakien, aufgenommen.
1924 wurde in Burgas mit Deweko (heute HemusMark AD) die erste Bleistiftfabrik in Südosteuropa gegründet, die 1937 offizieller Lieferant des bulgarischen Zarenhofs wurde. 1925 öffnete eine spezialisierte höhere Schule für Mechanik und Technologien ihre Tore. Im darauffolgenden Jahr wurde eine große Markthalle eröffnet. Durch die Kältewelle im Winter 1928/29 vereiste Ende Januar, Anfang Februar die Bucht von Burgas, so dass die vorgelagerte Insel Sweta Anastasia zu Fuß zu erreichen war.
Am 30. Oktober 1930 und die Mittagszeit gingen in Burgas nach deren Eheschließung im italienischen Assisi Zar Boris III. und seiner Gemahlin Giovanna von Savoyen und anschließende Meeresreise feierlich ans Land. Am selben Abend fuhr das Paar mit der Bahn nach Sofia, wo es in orthodoxer Zeremonie heiratete. Bereits im Vorfeld wurde der Burgasser Platz Pasarnij (dt. Marktplatz) in Platz Zariza Giovanna durch einen Beschluss des Gemeinderates umbenannt.
Im Jahr 1934 hatte Burgas 34.260 Einwohner.

## Burgas vom Ende des Zweiten Weltkrieges bis zum 21. Jahrhundert

### Burgas in der Volksrepublik Bulgarien
Während des Zweiten Weltkrieges besetzten am 9. September 1944 Truppen der Roten Armee die Stadt und kurz darauf das ganze Land. Bei den darauf folgenden Volksgerichte wurden vor allem Mitglieder der wohlhabenden Familien, der Intelligenz und des Anwaltskollegiums verurteilt. In Burgas tagten die zwei Kammern der Volksgerichte im ehemaligen Gebäude der Handels- und Industriekammer von Burgas (heute Sitz des Gouverneurs der Provinz Burgas).
Nach der Machtübernahme der Kommunisten 1945 wurden die Deutsche und Italienische Schule sowie die Volksuniversität geschlossen. und über 160 Fabriken und Betriebe (darunter die Großbetriebe Große Bulgarische Mühlen, Weriga, Plug, Dab etc.) Geschäfte, Bäder und weiterer privater Besitz verstaatlicht. Die Verstaatlichung und Unfähigkeit der neuen Machthaber, die Betriebe zu leiten, führte zum Zusammenbruch der Lebensmittelversorgung und zum Mangel von Waren des täglichen Lebens in der Stadt. Die totale Verstaatlichung hemmte die wirtschaftliche Entwicklung in der Stadt für Jahrzehnte und politische Repressionen gegen die Bevölkerung von Burgas dauerten in den nächsten Jahren an. So wurde Jugendlichen aus Burgas der Zugang zu Universitäten in der Hauptstadt verweigert, einige von ihnen in Straf- und Arbeitslager interniert. Die Deutsche Schule wurde später bis in die 1990er Jahre als Krankenhaus genutzt. Im Volksmund trug das Krankenhaus den Namen Deutsches Krankenhaus.
Nach dem Ende des Krieges organisierte die Hagana mehrere Schiffskonvois für die europäischen Überlebenden des Holocausts, die von Burgas in Richtung Palästina ausliefen. Mit diesen Konvois wanderten ca. 12.000 Menschen, darunter die jüdische Bevölkerung der Stadt aus. In der Stadt wurden zu diesem Zeitpunkt neben den Bädern des alten Thermopolis weitere sechs öffentliche Badehäuser und ein Seebad betrieben. In dieser Zeit wurde das Minarett der letzten Moschee in der Stadt, das der tatarische Moschee Azizie abgerissen.

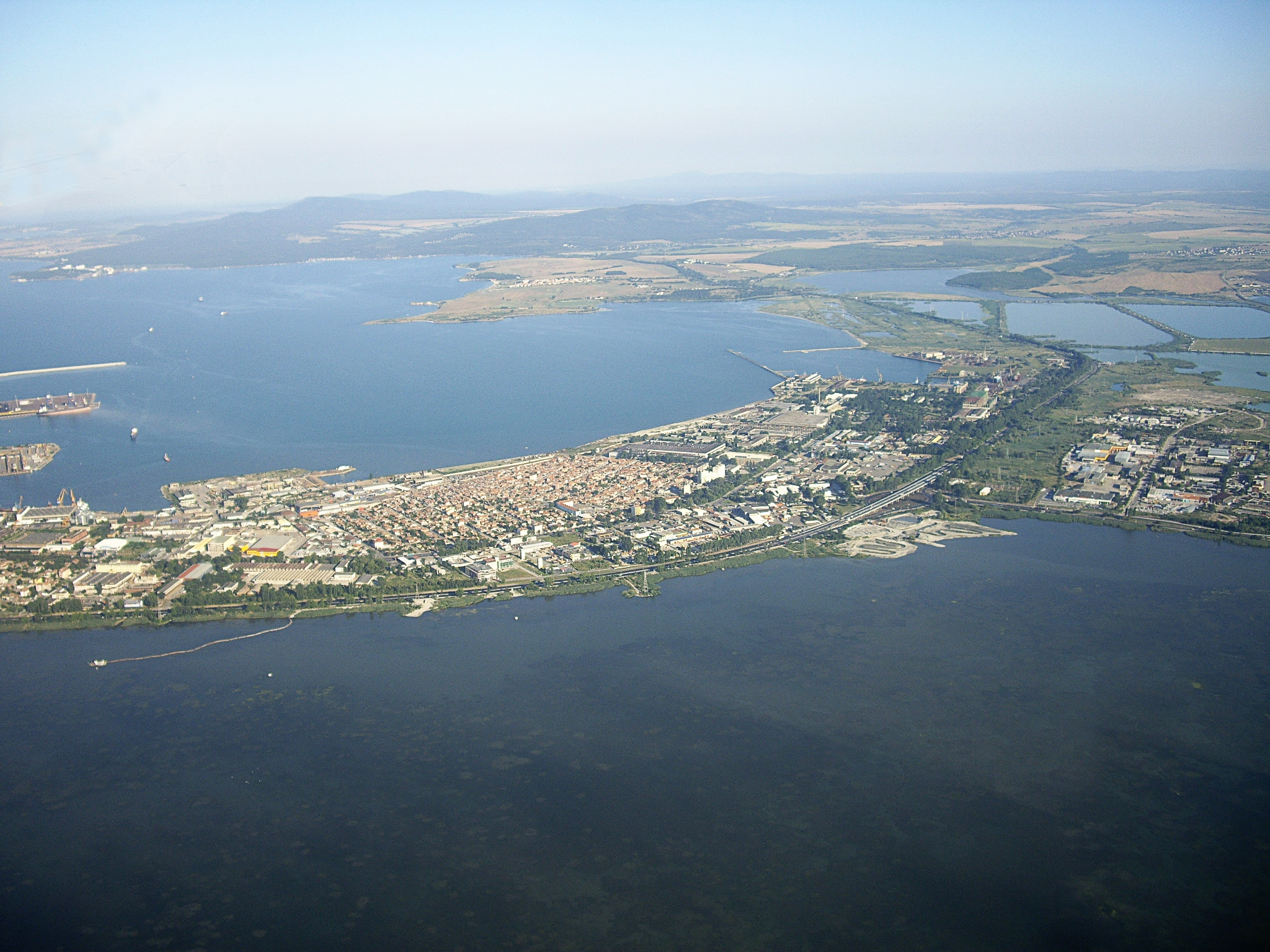
Die Nehrung Kumluka mit dem Wohnviertel Pobeda und der Industriezone Süd vom Westen her. Im Vordergrund der Burgassee und im Hintergrund das Schwarze Meer sowie das Strandscha-Gebirge und rechts der Mandra-See

Seit den 1950er und 1960er Jahren wurden im Zuge der staatlich verordneten Planwirtschaft mehrere Konzerne der Öl- und Chemiebranche in Burgas angesiedelt. Die Industrialisierung brachte ein zusätzliches Bevölkerungswachstum mit sich und in den 1960er Jahren wurde mit dem Goethe-Gymnasium Burgas wieder eine Deutsche Schule eröffnet. Zwischen 1970 und 1973 wurde ein neuer Bebauungsplan verabschiedet und die Stadt nach dem Projekt des Architekturstudios IPP Glawproekt nach sozialistischem Muster erweitert und umgebaut. In der Folgezeit entstanden die Stadtteile Isgrew, Sorniza, Slawejkow und Meden Rudnik, in denen noch Bauten aus dieser Zeit das Stadtbild prägen. Mit dem Umbau der Innenstadt wurde die letzte Moschee von Burgas abgerissen um gemeinsam mit anderen Gebäuden Platz für ein mehrstöckiges Einkaufszentrum am Baba Ganka Platz (heute Trojkata-Platz) frei zu machen. 1974 wurde in Burgas die Balkaniade in Gewichtheben durchgeführt.
Das Dorf Kara Bair wurde 1976 als Stadtteil Meden Rudnik eingemeindet. Es ist das größte Viertel der Stadt und durch eine vierspurige Straße, die auf der Nehrung Kumluka am Ufer des Burgassees entlangführt, mit dem Stadtzentrum verbunden. Im Stadtteil Slawejkow wurde bis in die 1980er Jahre der längste Häuserblock Bulgariens mit 25 Stiegenhäusern erbaut, der mit dem Titel Sozialistischer Stolz ausgezeichnet war. Die städtische Zentralmarkthalle ersetzte ein neuer zweistöckiger Bau. Er trägt seither den Namen Krasnodar. Aus den ehemaligen Flüchtlingslagern entstanden die Stadtviertel Kraimorie, Sarafowo, Banewo, Marinka sowie die umliegenden Gemeindedörfer Twardiza und Isworischte.
Am 21. Juni 1978 wurden die Terroristen der Bewegung 2. Juni Till Meyer, Gabriele Rollnik, Gudrun Stürmer und Angelika Goder in Burgas durch bundesdeutsche Beamten verhaftet und anschließend in die Bundesrepublik überbracht. In Burgas fand die 13. Internationale Chemieolympiade fand vom 13. bis zum 23. Juli 1981 statt und fast ein Jahr später verübte dort am 9. September 1982 die Armenische Geheimarmee zur Befreiung Armeniens ein Attentat auf das türkische Generalkonsulat und tötete dessen Verwaltungsattaché Bora Süelkan.

### Entwicklung in der postkommunistischen Zeit
Nach den demokratischen Änderungen im November 1989 wurde Nikola Aleksandrow im Dezember zum ersten demokratischen Bürgermeister der Stadt erklärt. Er hatte diesen Posten bis September 1990 inne, als er vom Atanas Demirew abgelöst wurde. Demiriew übte das Amt bis zu seinem Tod im Mai 1991 aus. Die ersten demokratischen Kommunalwahlen der Neuzeit, die der Oppositionsführer Prodan Prodanow von der Union der Demokratischen Kräfte gewann, fanden im Oktober statt. Sein Mandat endete im November 1995 und war von politischer Konfrontation mit den ehemaligen Machthabern und finanziellen Problemen geprägt. Prodanow wurde bei den Kommunalwahlen 1995 vom Kandidaten der Ex-Kommunisten Joan Kostadinow, die auch die Zentralregierung stellen, bei den Wahlen geschlagen.
Nach dem Ende des Kommunismus 1989 änderten sich die Architektur und das Aussehen der Stadt. Trotzdem ist das heutige Stadtbild von Burgas, besonders in der Peripherie, vom Ausbau der Stadt während der kommunistischen Ära geprägt, als die ehemaligen Flüchtlingslager in moderne Wohnviertel umgewandelt wurden. Im Winter 1996/97 fanden in Burgas, wie im ganzen Land Proteste gegen die unter der Regierung Schan Widenow eingesetzte Hyperinflation statt. 1998 wurde die Hafenstadt Sitz eins der fünf bulgarischen Amtsgerichten. Im Gegensatz zu anderen bulgarischen Großstädten wie Plowdiw oder Warna gab es in Burgas nach der Wende keinen drastischen Bevölkerungsrückgang. Burgas ist eine der am stärksten wachsenden Städte des Landes. 1992 hatte die Stadt 190.057 Einwohner, 2007 waren es bereits 229.250 Personen. 2009 wurden die ehemaligen Dörfer Banewo und Wetren in die Stadt eingemeindet, so dass die Einwohnerzahl auf 231.059 anstieg.
Ам 28. Februar 2008 erkannte der Gemeinderat den Völkermord an den Armeniern im Osmanischen Reich an.

Im Frühjahr 2010 führte Hochwasser, verursacht durch Schneeschmelze und tagelangem Regen, zu Überschwemmungen der Stadtteile Pobeda, Dolno Ezerowo und Akazijte und der Straße nach Meden Rudnik.

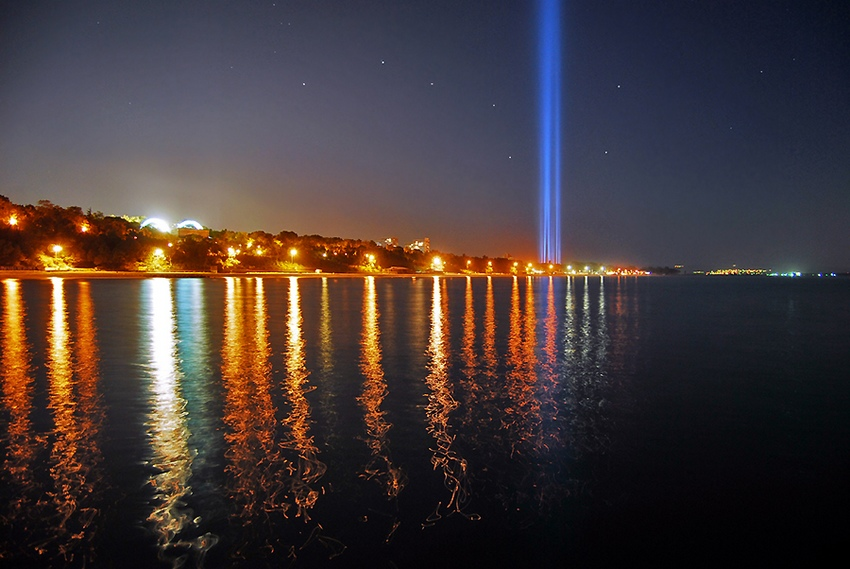
Nachtleben am Stadtstrand von Burgas

Auch die weitere Entwicklung der Stadt wird von ihrer Lage zwischen dem Schwarzen Meer im Osten und den Burgas-Seen und dem Industriegebiet beeinflusst. Im Oktober 2010 begann der Aus- und Neubau des Flughafens Burgas. Im selben Jahr wurde die Erweiterung der Stadt in östlicher Richtung zwischen den Seen beschlossen. Dabei sollen Brücken zur Entlastung des Verkehrs in der Innenstadt über die Seen führen. Auch ein Fährbetrieb zwischen den Stadtteilen und eine Ringautobahn sind im Gespräch. Zum Sommer 2011 wurde die Grundsanierung der Innenstadt und des alten Casinos abgeschlossen. In diesem Zusammenhang wird der Plan Super Burgas diskutiert. Er soll nach dem Vorbild Barcelonas die Stadt in Richtung Hafen und nach dem Vorbild Hamburgs in Richtung der Seen öffnen, sowie ein Teil der Hafenanlagen für Touristen und Einwohner zugänglich machen. Erste Arbeiten begannen im September 2011. Zur Öffnung der Stadt zu den Gewässern wurde im Juli 2011 ein neuer Bebauungs- und Entwicklungsplan der Stadt vom Gemeinderat verabschiedet.
Im Februar 2012 kam bei einer Sturmflut des Meeres in Stadtviertel Sarafowo eine römische Siedlung ans Tageslicht. Diese soll in den nächsten Jahren freigelegt und erforscht werden. Bei den anschließenden Ausgrabungen geleitet von Ljudmil Wagalinski, Direktor des Nationalen Archäologischen Institut bei der Bulgarischen Akademie der Wissenschaften wurde Ende Mai eine frühchristliche Basilika entdeckt und freigelegt.
Am 18. Juli 2012 kamen bei einem Anschlag auf einen Reisebus vor dem Flughafen Burgas 6 Israelis und ein Bulgare ums Leben und bis zu 32 weitere Personen, darunter zwei schwangere Frauen und zwei Russen, wurden teilweise schwer verletzt.

## Einwohnerentwicklung und Eingemeindungen

### Einwohnerentwicklung
Einwohnerzahlen richten sich nach dem jeweiligen Gebietsstand. Die Zahlen sind Volkszählungsergebnisse (¹), Schätzungen (²) oder amtliche Fortschreibungen der Statistischen Ämter (³).
| Jahr   | Einwohner |
| ------ | --------- |
| 1878 ² | 2.950     |
| 1887 ² | 5.749     |
| 1892 ² | 5.000     |
| 1900 ¹ | 10.703    |
| 1906 ² | 15.000    |
| 1910 ¹ | 14.897    |

| Jahr   | Einwohner |
| ------ | --------- |
| 1920 ¹ | 21.170    |
| 1934 ¹ | 36.230    |
| 1946 ¹ | 44.440    |
| 1956 ¹ | 79.091    |
| 1965 ¹ | 106.115   |
| 1975 ¹ | 148.662   |

| Jahr   | Einwohner |
| ------ | --------- |
| 1985 ¹ | 182.338   |
| 1992 ¹ | 190.057   |
| 1999 ³ | 238.685   |
| 2008 ³ | 229.740   |
| 2009 ³ | 231.059   |
| 2011 ¹ | 232.264   |

### Eingemeindungen
- Mineralbäder von Burgas – 1900[37]
- Bratja Miladinowi – 19. Dezember 1912[100]
- Akacijte – 1926[100]
- Pobeda – 1926[100]
- Meden Rudnik – 1976[100]
- Slawejkow – 1948[26]
- Lasur – 1948[26]
- Sorniza – 1948[101]
- Isgrew – 1948[101]
- Gorno Eserowo – 4. Dezember 1985
- Losowo – 12. November 1987 Stadtteil
- Sarafowo – 12. November 1987 Stadtteil
- Dolno Eserowo – 26. August 1991
- Kraimorie – 12. November 1987
- Banewo – 14. Februar 2009
- Wetren – 14. Februar 2009

## Forschungsstand
Einige Bereiche wie die politische und wirtschaftliche Geschichte Bulgariens sind relativ gut untersucht. Was nach wie vor fehlt ist eine Sozialgeschichte, ebenso sind die Bereiche der Regional- und der Stadtgeschichte vernachlässigt, was auch die Geschichte der Stadt Burgas betrifft. Auch in zeitlicher Hinsicht weist die Historiographie Unausgeglichenheit auf: während die Nationalgeschichte die zweite Hälfte des 19. Jahrhunderts recht ausführlich behandelt worden ist, ist vor allem die Antike, Zwischenkriegszeit und die kommunistische Zeit noch lange nicht ausreichend erforscht. Einer der Gründe sind die fehlenden Staatsarchive Bulgariens aus der Zeit 1919–1945, die als Kriegsbeute von Moskau 1945 beschlagnahmt wurden. Neue Ansätze die diese Missstände beheben, sind aus Geldmangel jedoch oft nicht weit vorangekommen.
Als eines der neuesten und umfassendsten Bücher zur Geschichte von Burgas zählt das Buch История на Бургас. От древността до средата на ХХ век. (deutsch etwa Geschichte der Stadt Burgas. Von der Antike bis zur Mitte des 20. Jahrhunderts.) der Autoren Iwan Karajotow, Stojan Rajtschewski und Mitko Iwanow. Sie tragen den Großteil der bestehende Quellen, neuere Erkenntnisse aus der Archäologie und aus der Erforschung mittelalterlicher und osmanischer Dokumente zusammen. Der bisher erschienene erste Band behandelt die Periode bis 1945. Ein zweiter Band mit der Geschichte ab 1945 ist geplant.